# Про те, чого не було
«Про те, чого не було» — радянський художній фільм 1986 року, знятий режисером Камарою Камаловою на кіностудії «Узбекфільм».

## Сюжет
Талановитий біолог Азіза Усманова (Олена Амінова) задоволена всім: у неї прекрасний чоловік, дитина, яка розуміє її в усьому, і, нарешті, — робота, якій вона віддає всю себе, за дочкою і будинком завжди є кому доглянути. Однак сусіди легко виводять її із стану повного спокою. Саме від них вона дізнається, що її чоловік замість того, щоб виїхати у відрядження, пішов до секретарки і, схоже, щасливіший за неї.

## У ролях
- Олена Амінова — Азіза Усманова
- Юрій Любшин — лікар
- Ходжадурди Нарлієв — Тимур
- Матлюба Алімова — Матлюба
- Лелде Вікмане — секретарка
- Діна Мусрепова — Надіра
- Ульмас Аліходжаєв — Шамшаров
- Улугбек Камілов — Халіков
- Наргіз Закірова — Ґуля
- Кіра Парамонова — Маріанна Хансен
- Рашид Маліков — маляр
- Малік Каюмов — директор НДІ
- Олім Іргашев — Рустам
- Валентина Бочанова — Юля
- Віктор Іллічов — чоловік Юлі
- Юрій Каменєв — Мансуров
- С. Ікрамов — епізод
- Ш. Маннопходжаєва — епізод
- Барасбі Мулаєв — епізод
- Г. Каюмова — епізод
- Ш. Нуруллаєв — епізод
- Г. Доронкіна — епізод
- О. Ташматов — епізод
- Паата Жгенті — епізод
- І. Файзієв — епізод

## Знімальна група
- Режисер — Камара Камалова
- Сценарист — Вікторія Токарєва
- Оператори — Ріфкат Ібрагімов, Валерій Алламяров
- Композитор — Олександр Кнайфель
- Художник — А. Усманов